# Одланьєр Соліс Фонте
Одланьє́р Солі́с Фонте́ (ісп. Odlanier Solís Fonté, нар. 5 квітня 1980, Гавана, Куба) — кубинський професійний боксер, олімпійський чемпіон 2004 року, триразовий чемпіон світу (2001, 2003 и 2005 років), чемпіон Панамериканських ігор 1999 и 2003 років.

## Любительська кар'єра
Його перший міжнародний успіх відбувся в 1998 році. Він виграв титули в чемпіонаті Панамериканських ігор серед юніорів у Толуці і чемпіонаті світу серед юніорів в Буенос-Айресі.
1999 року Соліс виграв чемпіонат Куби, перемігши у фіналі Фелікса Савона, і, як переможець, мав право на виступ на Олімпійських іграх 2000, але Савон був діючим дворазовим олімпійським чемпіоном і в разі вдалого виступу на Олімпійських іграх 2000 мав шанс стати триразовим олімпійським чемпіоном з боксу, що до того вдавалося лише Ласло Паппу і Теофіло Стівенсону. Таким чином, рішенням керівництва Куби путівку отримав Савон, а Соліс взагалі не брав участі у Олімпіаді 2000. А в трьох боях із Савоном Соліс двічі виходив переможцем.
До 2004 року Соліс захистив титул чемпіона Куби п'ять разів підряд.
Соліс став чемпіоном світу 2001 року в Белфасті і 2003 року в Бангкоці у важкій вазі, а 2005 року в Мяньяні — в надважкій вазі.
2001 року завоював золоту медаль на Іграх доброї волі. На командному Кубку світу 2002 став переможцем у складі збірної Куби, здобувши чотири перемоги в чотирьох боях.

### Чемпіонат світу 2001
(кат. до 91 кг)
2001 року у півфіналі Соліс переміг за очками російського срібного призера Олімпійських ігор 2000 року Султана Ібрагімова і в фіналі британця Девіда Хея технічним нокаутом. Хей вів у рахунку після першого раунду 8-1, тобто випереджав на 7 очок, але Соліс у другому раунді зрівняв рахунок і виграв бій зупинкою в третьому раунді. На момент зупинки рахунок на картках був 31-17 на користь кубинця.
Крім того, Соліс переміг Султана Ібрагімова ще раз (13-7) в чотирьох раундах в Галлі, Німеччина 10 березня 2002 року.

### Чемпіонат світу 2003
(кат. до 91 кг)
- У чвертьфіналі переміг Мілорада Гайовича (Сербія) — 20-17
- У півфіналі пройшов Віктора Зуєва (Білорусь) через неявку
- У фіналі переміг Олександра Алексєєва (Росія), який переміг на наступному чемпіонаті світу, — 18-15

### Олімпійські Ігри 2004
(кат. до 91 кг)
- У 1/8 переміг Олександра Алєксєєва (Росія) — 24-21
- У чвертьфіналі переміг Вілмера Васкеса (Венесуела) — 24-4
- У півфіналі переміг Насера Аль-Шамі (Сирія) — RKS3
- У фіналі переміг Віктора Зуєва (Білорусь) — 22-13

### Чемпіонат світу 2005
(кат. понад 91 кг)
- У чвертьфіналі переміг Чжана Чжілея (Китай) — 17-7
- У півфіналі переміг Кубрата Пулєва (Болгарія) — 25-11
- У фіналі переміг Романа Романчука (Росія) — 29-22

## Втеча
У січні 2007 року у Венесуелі під час підготовки збірної Куби з боксу до Панамериканських ігор 2007 троє кубинських боксерів - переможців Олімпійських ігор 2004 (Одланьєр Соліс, Юріоркіс Гамбоа і Ян Бартелемі) покинули розташування команди і зникли у невідомому напрямі. Після втечі, яка сталася через бажання боксерів розпочати професійну кар'єру, вони опинилися у Колумбії, а потім в Маямі. Соліс, який планував жити в Німеччині, підписав професійний контракт з німецькою компанією First Artist.

## Професіональна кар'єра
На професійному ринзі Соліс дебютував 27 квітня 2007 року в важкій ваговій категорії. За 18 місяців провів 11 прохідних боїв, в яких отримав перемоги.
11 жовтня 2008 року він виграв технічним нокаутом в бою проти американця Чонсі Веллівера вакантний титул інтернаціонального чемпіона за версією WBC.
9 січня 2009 року Соліс технічним нокаутом переміг американця Кевіна Барнетта, захистив інтернаціональний титул WBC і завоював вакантний титул WBA Fedelatin, а 10 жовтня 2009 року в черговому захисті титулу інтернаціонального чемпіона WBC він переміг технічним нокаутом американця Монте Барретта. 20 березня 2010 року Соліс втретє захистив титул інтернаціонального чемпіона WBC і заодно чемпіона WBA Fedelatin, здобувши перемогу технічним рішенням над костариканцем Карлом Девісом Драмондом.
У 2010 році Соліс став обов'язковим претендентом на титул чемпіона світу за версією WBC.

### Соліс проти Віталія Кличко
19 березня 2011 року у Кельні відбувся бій за титул WBC Одланьєр Соліс - Віталій Кличко. Бій, якого чекали дуже довго, тривав менше 3 хвилин. Наприкінці першого раунду Соліс пішов в атаку, викинув двійку, на що чемпіон на відході відповів ударом правою, який прийшовся десь в район скроні, після чого Соліс зупинився і позадкував назад. Віталій намагався ударити навздогін, але Соліс упав швидше. Поки рефері відраховував нокдаун, кубинець намагався підвестися, але його ноги увесь час підкошувалися, і стало зрозуміло, що він не зможе продовжувати бій. Після поєдинку у Соліса діагностували розрив передньої хрестоподібної зв'язки і ушкодження колінного хряща правої ноги. Соліса, якого зразу підозрювали у симуляції травми, після проведеної на нозі операції фахівці звинуватили у непрофесійному ставленні до боксу, через яке він вийшов на бій з зайвою вагою, що і стало причиною травми.

## Таблиця боїв
| Результат | Противник            | Спосіб                      | Раунд     | Час | Дата            | Місце                | Примітки |
| Перемога  | Александар Тодорович | Одностайне рішення          | 8 (з 8)   |     | 17 вересня 2016 | Геппінген, Німеччина | |
| Перемога  | Мілош Довіден        | Нокаут                      | 2 (з 6)   |     | 4 серпня 2016   | Гамбург, Німеччина   | |
| Поразка   | Тоні Томпсон         | Технічне рішення            | 8 (з 12)  |     | 27 лютого 2015  | Анталія, Туреччина   | Бій за титул чемпіона континентальної Америки за версією WBC                                                       |
| Поразка   | Тоні Томпсон         | Розділене рішення           | 12 (з 12) |     | 22 березня 2014 | Текірдаг, Туреччина  | Бій за вакантний титул інтернаціонального чемпіона WBC                                                             |
| Перемога  | Якуп Сеглем          | Технічний нокаут            | 7 (з 12)  |     | 27 липня 2013   | Куксгафен, Німеччина | Захистив титул інтерконтинентального чемпіона IBF (2-й захист Соліса)                                              |
| Перемога  | Лейф Ларсен          | Одностайна перемога         | 12 (з 12) |     | 22 березня 2013 | Берлін, Німеччина    | Захистив титул інтерконтинентального чемпіона IBF.                                                                 |
| Перемога  | Константін Айріх     | Одностайна перемога         | 12 (з 12) |     | 19 травня 2012  | Фар, США             | Завоював титул інтерконтинентального чемпіона IBF, 2-й захист Айріха.                                              |
| Поразка   | Віталій Кличко       | Технічний нокаут            | 1 (з 12)  |     | 19 березня 2011 | Кельн, Німеччина     | Бій за титул чемпіона світу за версією WBC.Соліс отримав травму при падінні.                                       |
| Перемога  | Рей Остін            | Дискваліфікація суперника   | 10 (з 12) |     | 17 грудня 2010  | Маямі, США           | |
| Перемога  | Карл Девіс Драмонд   | Відмова від продовження бою | 3 (з 12)  |     | 20 березня 2010 | Маямі, США           | Захистив титул інтернаціонального чемпіона світу за версією WBC. Захистив титул чемпіона Fedelatin за версією WBA. |
| Перемога  | Монте Барретт        | Технічний нокаут            | 2 (10)    |     | 10 жовтня 2009  | Нью-Йорк, США        | Захистив титул інтернаціонального чемпіона світу за версією WBC                                                    |
| Перемога  | Домінік Александр    | Технічний нокаут            | 1 (з 8)   |     | 12 червня 2009  | Маямі, США           | |
| Перемога  | Кевін Барнетт        | Технічний нокаут            | 8 (з 10)  |     | 9 січня 2009    | Прімм, Невада, США   | Захистив титул інтернаціонального чемпіона світу за версією WBC. Виграв титул чемпіона Fedelatin за версією WBA.   |